# Longyear Energiverk

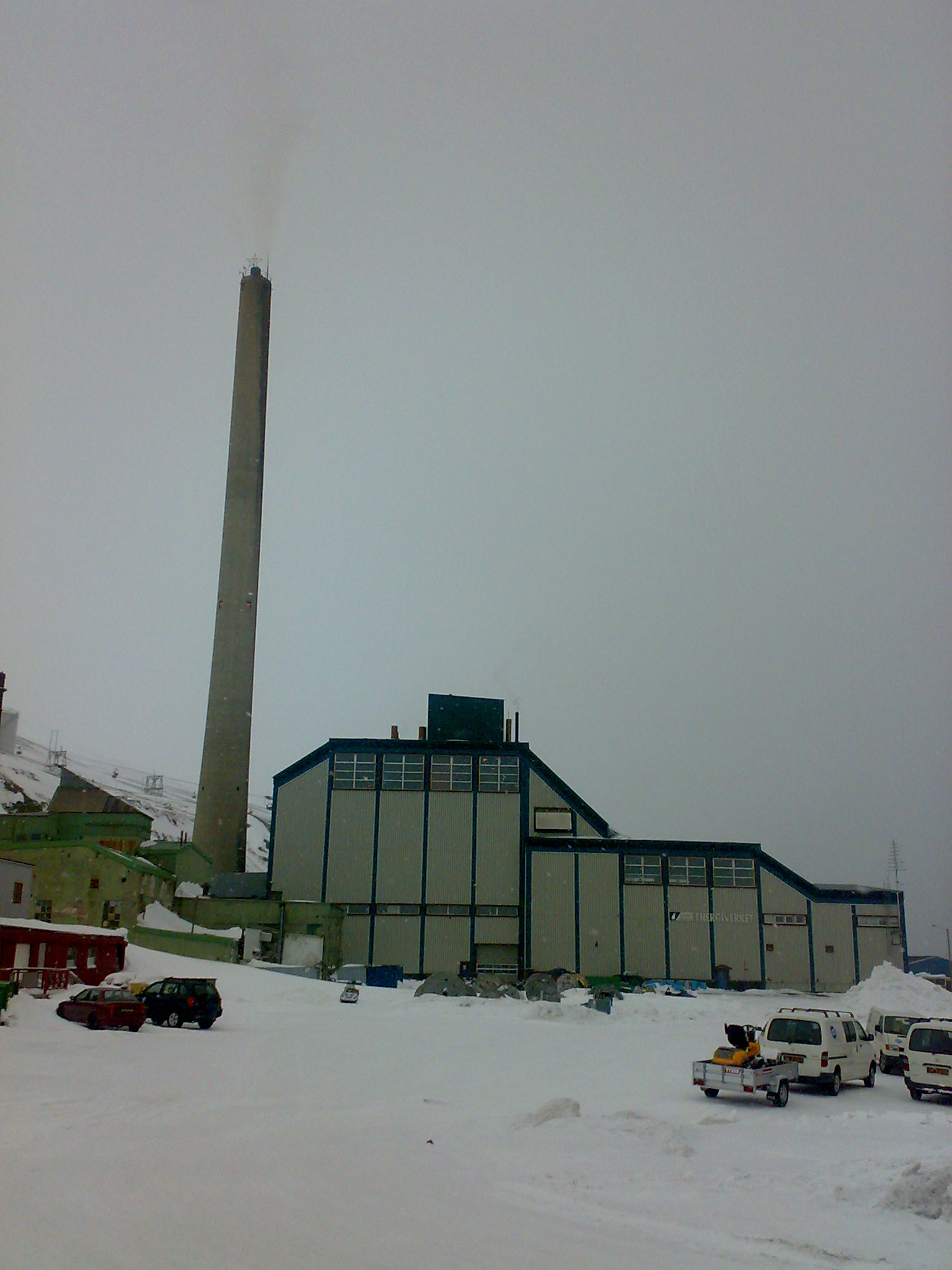
Longyear Energiverk

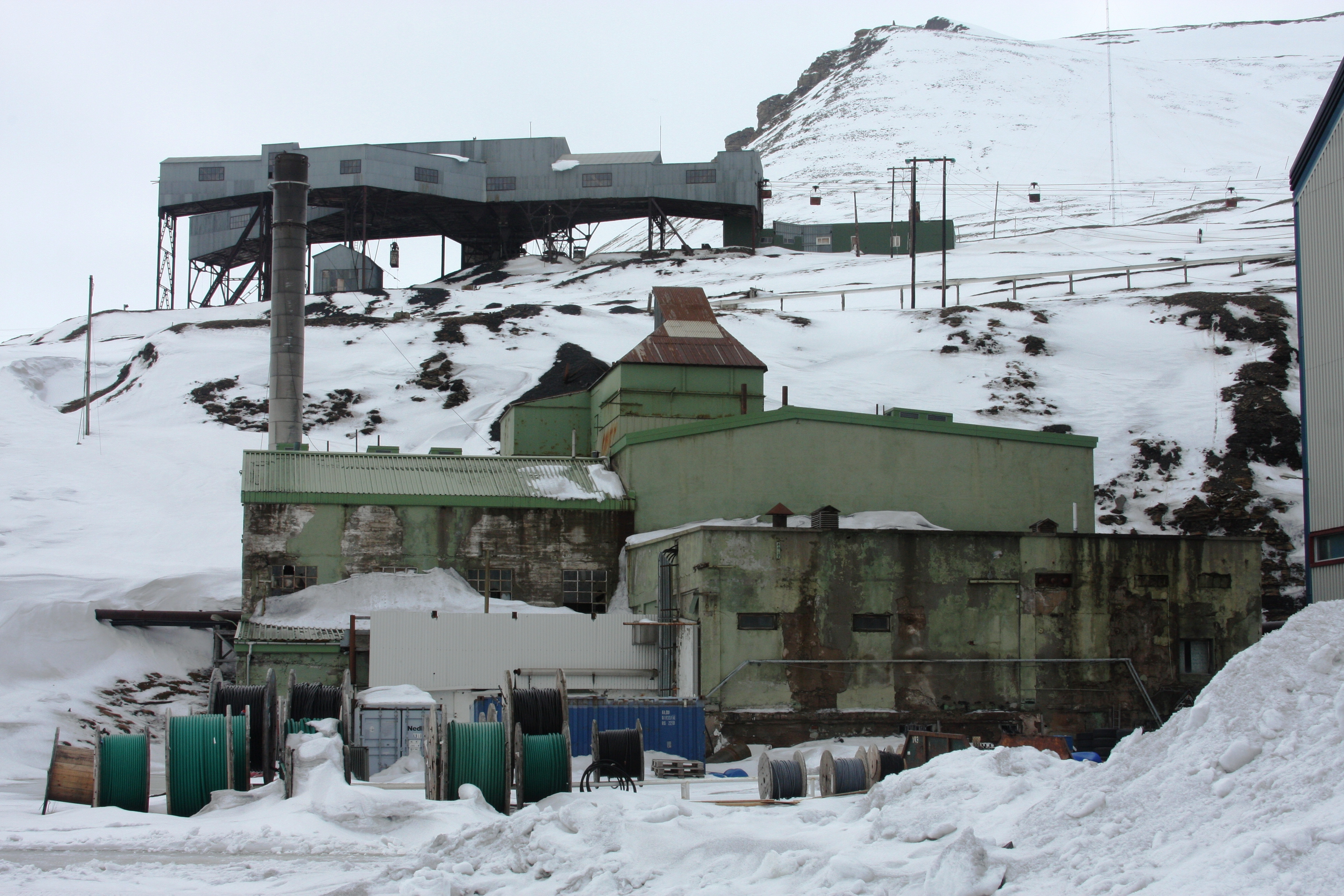
Det gamla kraftverket från 1924, som ligger bredvid det nya verket. I bakgrunden syns Linbanecentralen

Longyear Energiverk var ett kolbaserat kraftvärmeverk i Longyearbyen i Svalbard. Det ligger i den gamla stadsdelen Sjøområdet, rakt nedanför Skjæringa. Anläggningen försörjdes med kol från Gruve 7 öster om staden och förbrukade 25 000–30 000 ton kol per år. Den 19 oktober 2023 avslutades hanteringen av kol och verket övergick till dieseldrift.
Kraftverket försörjer hela Longyearbyen med elektrisk kraft och fjärrvärme. Det har en kapacitet på 28 MW, varav 12 MW till alstring av elektricitet och 16 MW till fjärrvärme. Årsproduktionen är omkring 111 GWh, fördelad på 41 GWh elkraft och 70 GWh fjärrvärme. Dess reservkraftverk har fyra dieselaggregat, vilka har en sammantagen kapacitet på 4,35 MW.
Energiförsörjningen i Longyearbyen ordnades genom ett första koleldat kraftverk 1920. Detta ersattes 1982 av det nu befintliga, och då byggdes också ett fjärrvärmenät på 3,4 kilometer avsett för hela samhällets fjärrvärmebehov. Longyear Energiverk har 25 anställda. Det drivs av Bydrift Longyearbyen AS, som ägs av Longyearbyens lokalstyre.

## Luftföroreningar
Tillsammans med Barentsburgs kolkraftverk släppte Svalbards två kolkraftverk i början av 2010-talet ut 200 000 ton koldioxid per år. Detta var ungefär hälften av de omkring 450 000 ton koldioxid som årligen släpptes ut i ögruppen. I Svalbard släpptes också ut 1 250 ton svaveldioxid per år, varav de två kraftverken stod för drygt 90 procent.
Kraftverket i Barentsburg eldas med 30 000 ton kol årligen. Kraftverken i Ny-Ålesund och Svea eldas med dieselolja.

## Fotogalleri

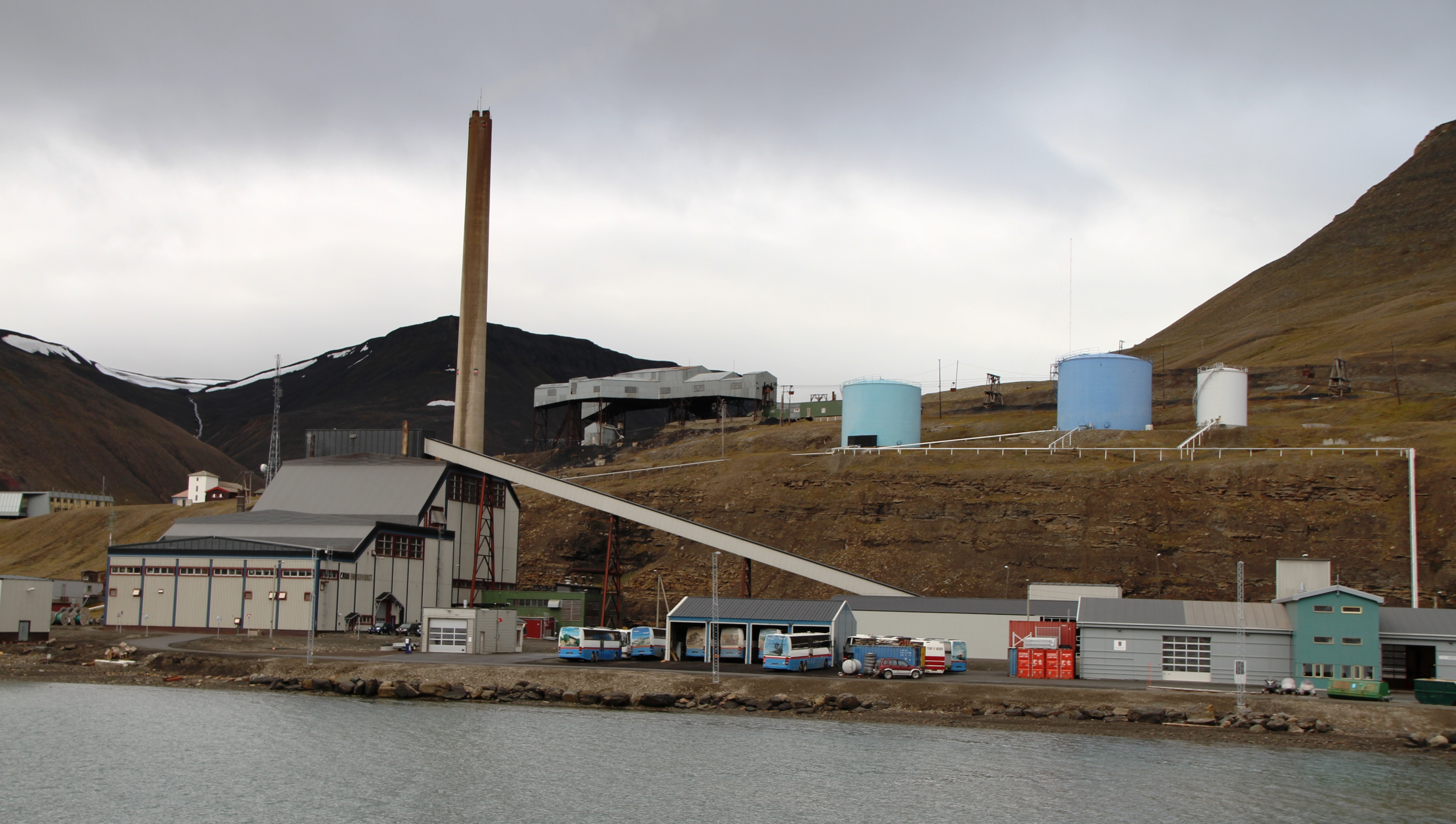
Energiverket i Sjøområdet. Administrationsbyggnaden för Sysselmannen på Svalbard och Sysselmannsgården på Skjæringa syns i övre delen av bilden till vänster.
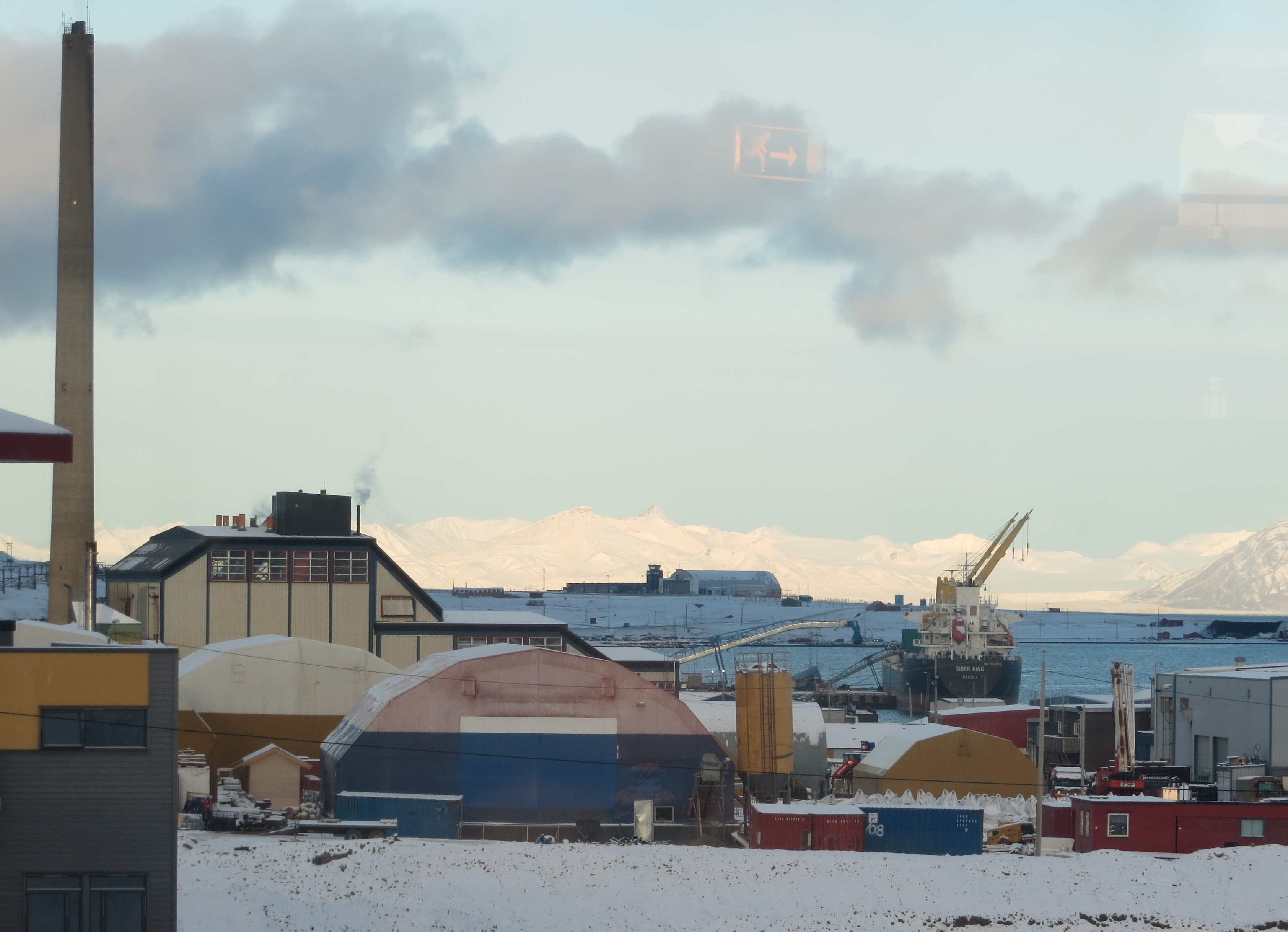
Longyear Energiverk. I bakgrunden syns Svalbards flygplats på Hotellneset